# Municipio de Cleveland (condado de Barton)
El municipio de Cleveland (en inglés: Cleveland Township) es un municipio ubicado en el condado de Barton en el estado estadounidense de Kansas. En el año 2010 tenía una población de 42 habitantes y una densidad poblacional de 0,45 personas por km².

## Geografía
El municipio de Cleveland se encuentra ubicado en las coordenadas 38°39′14″N 98°32′3″O / 38.65389, -98.53417. Según la Oficina del Censo de los Estados Unidos, el municipio tiene una superficie total de 93.5 km², de la cual 93,39 km² corresponden a tierra firme y (0,11 %) 0,1 km² es agua.

## Demografía
Según el censo de 2010, había 42 personas residiendo en el municipio de Cleveland. La densidad de población era de 0,45 hab./km². De los 42 habitantes, el municipio de Cleveland estaba compuesto por el 95,24 % blancos, el 2,38 % eran amerindios y el 2,38 % eran de una mezcla de razas. Del total de la población el 4,76 % eran hispanos o latinos de cualquier raza.